# نيلسون ديليس
نيلسون ديليس (بالإنجليزية: Nelson Dellis)‏ هو من ممارسي رياضة الذاكرة، خطيب عام ومستشار.

## النشأة وخلفيته
ولد ديليس في بلجيكيا لأب وأم فرنسيان، ونشأ في إنجلترا، فرنسا وفي الولايات المتحدة. درس في مدرسة جاليفر التحضيرية [الإنجليزية] في ميامي، فلوريدا. بعد التخرج، درس في جامعة ميامي الفيزياء والرياضيات وحصل على الماجستير في علوم الكمبيوتر. ديليس ايضاً متسلق جبال حيث قام بمحاولتين لتسلق جبل ايفيرست. وقد قام بتسلق جبل ماكنلي، ألاسكا، وبعض الجبال الأخرى حول العالم.

## الألعاب العقلية
تشجع ديليس لتحسين ذاكرته بعد رؤية انخفاض ذاكرة جدته بسبب مرض آلزهايمر. ودخل إلى أول مسابقة في الذاكرة في عام 2009. وشارك منذ ذلك الحين في عدة مسابقات. في بطولة الذاكرة - الولايات المتحدة، تولى المركز الثالت في عام 2010، المركز الأول في كل من 2011 و2012، والمركز الثاني في عام 2013. وتولى أيضا المركز السابع في عام 2012 لبطولة العالم للذاكرة.
ديليس حاصل على عدد من سجلات الذاكرة، بما في ذلك السجل القومي للولايات المتحدة في حفظ مجموعة اوراق اللعب المخلوطة في 63 ثانية، وكذلك السجل القومي للولايات المتحدة لحفظ معظم الأرقام في 5 دقائق، 303 أرقام قام بحفظها. وحصل أيضاً على المرتبة الخامسة عشر في العالم في حفظ رزمة اوراق اللعب في زمن قدره 40.65 ثانية، أسرع وقت لأميركي في مسابقة دولية. ويحتل حاليا المركز 21 في العالم في رياضة الذاكرة.
ديليس ظهر في الفيلم الوثائقي Blowing Bubbles at a Sword: The Journey of a Mental Athlete في عام 2012. كما ظهر في قناة العلوم في برنامج ألعاب الذاكرة في شهر يوليو عام 2013. وظهر ايضاً في برنامج دوكتور اوز وبرنامج نايتلاين.

## المهنة
قبل ان أصبح ديليس متسابقاً فعالاً في ألعاب الذاكرة، كان يعمل في مجال البرمجيات. وهو الآن يعمل كنتحدث عام ومستشار في مجال الذاكرة. علاوة على ذلك، يتحدث بشأن تسلقاته ويعقد ندوات حول تقنيات الذاكرة.

## أعماله الخيرية
في عام 2010، أسس Climb for Memory وهي منظمة خيرية تجمع الاموال لأبحاث الزهايمر.

## روابط خارجية
- Climb For Memory